# Image Analyzer
Image Analyzer is een grafisch programma om digitale afbeeldingen weer te geven. Het bevat daarnaast functies om de weergave van afbeeldingen te verbeteren. Het pakket kent een aantal plug-ins en er is ook een taalpakket met Nederlands beschikbaar.

## Functies
- Verscherpen door middel van deconvolutie
- Multifocusafbeeldingen samenvoegen